# انتصار الحمادي
انتصار الحَمّادي (25 يناير 2001) عارضة أزياء يمنية التي تحولت قضيتها مع الحوثيين إلى رأي العام اذ اعتقلت في فبراير 2021 في بدايات مهنتها.

## سيرتها
هي انتصار الحمادي مولودة لأب يمني وأم إثيوبية في تعز  يوم 25 يناير 2001/ 1 ذي القعدة 1421. دخلت التمثيل في رمضان 2020 ومثّلت في مسلسلين تلفزيونيين يمنيين، «سد الغريب» و«غربة البن». بدأت العمل في عرض الأزياء منذ 2017 بطولها 170 سم ووزنها 56 كجم. وقامت بجلسات تصوير للعديد من المصممين المحليين، ثم نشرت صورًا منها على الإنترنت، وارتدت في هذه الجلسات ملابس يمنية تقليدية أو سترات جلدية، وقد نشرت على حساباتها على فيسبوك وإنستقرام. وصرحت في لقاءات تلفزيونية عام 2020 إنها استمتعت بعرض الأزياء أكثر من التمثيل وإنها تعاني من العنصرية في هذا المجال بسبب لون بشرتها، اذ هي من عرب أفارقة. 

## قضاياها الحقوقية

### اتهامها من قبل الحوثيين
في شهر فبراير 2021، اعتقلت الحمادي وزميلتها من حي شملان غربي العاصمة اليمنية صنعاء، وسرعان تحول اعتقالها في سجون الحوثيين إلى قضية رأي عام وسط مطالبات حقوقية بالإفراج عنها.  قالت نائبة المدير الإقليمي لمنظمة العفو الدولية، لين معلوف، إن الحمادي تعاقب لـ«تحديها الأعراف الاجتماعية للمجتمع الأبوي اليمني الذي يكرس التمييز ضد المرأة». 
ثم أعلنت هيومن رايتس ووتش إن سلطات الحوثيين أجبرتها على توقيع وثيقة وهي معصوبة العينين أثناء الاستجواب، وعرضت إطلاق سراحها إذا ساعدتهم في إيقاع أعدائهم بـ«الجنس والمخدرات». طلبت سلطات الحوثيين أيضا أن تخضع الحمادي لـفحص العذرية، وهو ما رفضتها. 
في 9 نوفمبر 2021 أصدرت المحكمة بعد أكثر من 15 جلسة، حكماً بسجنها خمس سنوات بتهمة ارتكاب «فعل فاضح». 

## حياتها الشخصية
كانت المعيلة الوحيدة لأسرتها المكوّنة من أربعة أفراد، بمن فيهم والدها الكفيف وشقيقها الذي لديه إعاقة جسدية. 